# Tropidurus catalanensis
Tropidurus catalanensis är en ödleart som beskrevs av  Gudynas och SKUK 1983. Tropidurus catalanensis ingår i släktet Tropidurus och familjen Tropiduridae. Inga underarter finns listade i Catalogue of Life.